# E-Mail-Überwachung
E-Mail-Überwachung ist die konkrete Ausgestaltung der staatlichen Telekommunikationsüberwachung auf den Dienst E-Mail.

## Rechtslage in Deutschland
Nach Telekommunikationsgesetz (TKG) § 110 und Telekommunikations-Überwachungsverordnung müssen seit dem Jahr 2005 alle Betreiber, die Telekommunikationsdienste für die Öffentlichkeit anbieten, d. h. in diesem Zusammenhang öffentliche E-Mail-Server betreiben, auf Anordnung eine E-Mail-Überwachung durchführen. Anbieter, die insgesamt mehr als 10.000 (vor 2008: 1.000) Teilnehmer haben, müssen technische und organisatorische Vorkehrungen zur unverzüglichen Einleitung einer Überwachung treffen, sprich „überwachungsbereit“ sein.

## Anordnung
Je nach Fall und Rechtsgrundlage kann die Anordnung in der Regel vorgenommen werden von
- einem Richter,
- einem zuständigen Bundesminister oder Landesminister,
- der Polizei[1],
- dem Zoll,
- dem Bundesamt für Verfassungsschutz oder
- einem Landesamt für Verfassungsschutz.

## Kosten
Die Kosten, sowohl für die Vorhaltung der Überwachungstechnik hat der Betreiber zu tragen. Entsprechende Lösungen kosten ab etwa 20.000 Euro. Allerdings wird der Betreiber gem. § 23 Justizvergütungs- und -entschädigungsgesetz – JVEG mit einer einmaligen Gebühr für die Maßnahme, sowie einer Wochen bzw. Monatsgebühr dafür entschädigt.

## Funktionsweise
Es wird anhand von E-Mail-Adressen überwacht. Der komplette E-Mail-Verkehr muss dazu im Mail-Server oder einem separaten Filter auf die Existenz einer gesuchten E-Mail-Adresse im verwendeten Protokoll (z. B. SMTP, POP3, IMAP, Webmail) überprüft werden. Wurde eine solche E-Mail-Adresse gefunden, überträgt der Provider – je nach dem Inhalt der Überwachungsanordnung – mindestens die Verbindungsdaten (z. B. Absender, Empfänger, Datum, Uhrzeit etc.), meist jedoch auch eine Kopie der kompletten E-Mail per FTP auf einen Server der überwachenden Behörde (Bedarfsträger). Die Verbindung zwischen E-Mail-Server/-Filter und Behörden-Server (Monitoring-Center) wird durch ein VPN verschlüsselt, damit kein Unbefugter von der Überwachungsmaßnahme als solcher oder dem Inhalt der überwachten E-Mails erfährt.
Auch der Betreiber darf keinen aktuell überwachten Teilnehmer über die laufende Überwachung informieren, da dieser dann ja gewarnt wäre. Auf der anderen Seite besteht jedoch die Verpflichtung für die Behörde, dass der betroffene Teilnehmer nach Abschluss der Überwachungsmaßnahme über Art und Umfang der durchgeführten Überwachung informiert wird.
Der Inhalt von Mail-Nachrichten kann jedoch durch einfache technische Mittel, wie etwa asymmetrische Kryptographie, die ein hohes Maß an Sicherheit bietet, verschlüsselt werden. Somit ist für den Bedarfsträger nur mehr das Vorhandensein einer Kommunikation nachvollziehbar, deren Inhalt bleibt ihm verborgen. Das bekannteste Verfahren zur Verschlüsselung von E-Mails ist PGP bzw. GnuPG.
Solche Verschlüsselungen können in vielen Fällen nur durch das Abfangen der noch oder wieder unverschlüsselten Kommunikationsinhalte beim Sender oder Empfänger umgangen werden. Dies kann durch eine Online-Durchsuchung realisiert werden.

## Strategische Überwachung
Weiterhin führt der Bundesnachrichtendienst eine sogenannte strategische Überwachung von internationalen Telekommunikationsbeziehungen nach G-10-Gesetz § 5 bis 8 durch. Bei der strategischen Überwachung werden pauschal alle internationalen Telekommunikationsbeziehungen, unter anderem E-Mail, Fax, Telefon und Webforen, automatisch überwacht und mit Hilfe von Suchbegriffen durchforstet.
Nach dem Bericht des Parlamentarischen Kontrollgremiums des Bundestages wurde eine nicht genannte Anzahl von internationalen Telekommunikationsbeziehungen nach insgesamt 15.740 Stichwörtern durchsucht. Bei dieser Durchsuchung wurden 2.875.000 Kommunikationsbeziehungen gefunden und genauer analysiert, hieraus ergaben sich 190 nachrichtendienstlich relevante Telekommunikationsverkehre. Die Überwachung ist in die drei Gefahrenbereiche Internationaler Terrorismus, Proliferation und konventionelle Rüstung und Illegale Schleusung eingeteilt.
Im Jahr 2010 wurden 37.338.517 Telekommunikationsbeziehungen herausgefiltert und genauer untersucht, die weitaus geringere Zahl im Jahr 2011 im Vergleich zum Jahr 2010 soll durch eine Verbesserung der Spamerkennung in den Filterregeln hervorgerufen worden sein. Verschiedene Abgeordnete, wie etwa Gisela Piltz (FDP) und Jan Korte (Die Linke), stellten in ihren Reaktionen auf den Bericht die Verhältnismäßigkeit dieser Überwachung in Frage.
E-Mail-Überwachung in Deutschland in den Jahren 2010 und 2011:
|                                          | 2010       | 2010       | 2010     | 2011       | 2011      | 2011     |
|                                          | Stichworte | gefiltert  | relevant | Stichworte | gefiltert | relevant |
| Internationaler Terrorismus              | 1.808      | 10.213.329 | 29       | 1.660      | 329.628   | 36       |
| Proliferation und konventionelle Rüstung | 13.304     | 27.079.533 | 180      | 13.786     | 2.544.936 | 56       |
| Illegale Schleusung                      | 321        | 45.655     | 0        | 294        | 436       | 98       |
| Summe                                    | 15.433     | 37.338.517 | 209      | 15.740     | 2.875.000 | 190      |